# Парадо, Род
Род Парадо (фр. Rod Paradot) — французский актёр. Лауреат французской национальной кинопремии «Сезар» 2016 года в категории «Многообещающий актёр».

## Биография
Род Парадо родился в Сен-Дени в семье водопроводчика. Получил свидетельство о профессиональной подготовке (фр. Certificat d'aptitude professionnelle) столяра. Стал известным благодаря исполнению главной роли трудного подростка Малони в фильме режиссёра Эммануэль Берко «Молодая кровь», где его партнерами выступили Катрин Денёв и Мажимель. Лента была выбрана для открытия 68-го Каннского кинофестиваля 13 мая 2015 года. В феврале 2016 года Род Парадо получил за роль в фильме награду кинопремии «Сезар» в категории «Многообещающий актёр».

## Награды
| Кинофестиваль в Кабуре |                        |               |        |
| 2015                   | Приз «Первое свидание» | Молодая кровь | Победа |
| Премия «Люмьер»        |                        |               |        |
| 2016                   | Многообещающий актёр   | Молодая кровь | Победа |
| Премия «Сезар»         |                        |               |        |
| 2016                   | Многообещающий актёр   | Молодая кровь | Победа |